# 腫瘍抗原ワクチン
米国国立がん研究所によると、腫瘍抗原ワクチン（こうげんしゅようワクチン、英: tumor antigen vaccine）は、「がん細胞、がん細胞の一部、または純粋な腫瘍抗原（腫瘍細胞から単離された物質）で作られたワクチン」である。腫瘍抗原ワクチンは、体内の免疫系を刺激して、がん細胞を見つけて殺滅できる可能性がある。そのため、腫瘍抗原ワクチンは、がん免疫療法の一種である。

## 腫瘍抗原ワクチンのしくみ
腫瘍抗原ワクチンは、ワクチンに含まれた抗原を持つ細胞を攻撃するように免疫系を訓練することで、ウイルスワクチンと同じように作用する。その違いは、ウイルスワクチンの抗原は、ウイルスまたはウイルスに感染した細胞に由来するのに対し、腫瘍抗原ワクチンの抗原は、がん細胞に由来することである。腫瘍抗原は、がん細胞に存在する抗原であり、正常な細胞には見られないため、腫瘍抗原を含むワクチン接種は、健康な細胞ではなくがん細胞を標的とするように免疫系を訓練する必要がある。がん特異的腫瘍抗原には、通常の細胞には存在しないが、がん細胞で活性化されるタンパク質からのペプチドや、がん特異的変異を含むペプチドがある。樹状細胞などの抗原提示細胞（APC）は、ワクチンから抗原を取り込み、それらをエピトープに加工し、主要組織適合遺伝子複合体タンパク質を介してT細胞にエピトープを提示する。T細胞がエピトープを外来性の異物と認識すると、適応免疫系が活性化され、抗原を発現している細胞を標的とする。

## ワクチンの種類
腫瘍抗原ワクチンには、細胞ベース、タンパク質またはペプチドベース、または遺伝子ベース（DNA/RNA）のものがある。

### 細胞ベースワクチン
細胞ベースワクチンには、腫瘍細胞または腫瘍細胞溶解物が含まれる。患者から採取した腫瘍細胞には、最も広範囲の抗原が含まれていると予想されるが、この方法は費用がかかり、また、効果を発揮するには患者から採取した多くの腫瘍細胞が必要となる。患者の腫瘍に似た確立されたがん細胞株を組み合わせて使用することで、これらの障害を克服することができるが、このアプローチはまだ有効ではない。3つのメラノーマ細胞株を組み合わせたCanvaxinは、第III相臨床試験に失敗した。もう一つの細胞ベースのワクチン戦略は、腫瘍抗原が添加された自己樹状細胞（患者に由来する樹状細胞）を用いるものである。この戦略では、ワクチンが投与された後にネイティブAPCによる抗原の処理に頼るのではなく、抗原提示樹状細胞が直接T細胞を刺激する。最もよく知られている樹状細胞ワクチンであるSipuleucel-T（Provenge）では、生存期間は4ヶ月しか改善されなかった。樹状細胞ワクチンの有効性は、樹状細胞がリンパ節に移動してT細胞と相互作用することが困難なため制限を受けている可能性がある。

### ペプチドベースワクチン
ペプチドベースワクチンは、通常、がん特異的エピトープで構成されており、免疫系を刺激して抗原性を高めるためにアジュバント（たとえば、GM-CSF）を必要とすることがよくある。このようなエピトープの例には、GP2やNeuVaxのようなHER2ペプチドがあげられる。しかし、このアプローチでは、MHC拘束性があるため、患者のMHCプロファイリングが必要となる。MHCプロファイルの選択の必要性は、より長いペプチド（合成長ペプチド）または精製タンパク質を使用することで克服でき、これらのペプチドはAPCによってエピトープに加工される。

### 遺伝子ベースワクチン
遺伝子ベースワクチンは、遺伝子をコードする核酸（DNA/RNA）で構成されている。その遺伝子はAPCで発現され、得られたタンパク質産物はエピトープに加工される。この種類のワクチンでは、遺伝子の導入が特に難しい。

## 予防的用途と治療的用途
ウイルスワクチンは通常、ウイルスの拡散を防ぐことで機能する。同様に、個人が適切なリスク因子を持っている場合、がんが進行する前に一般的な抗原を標的するようにがんワクチンを設計することができる。追加の予防適用には、がんの進行や転移を防ぐことや、寛解後の再発を防ぐことが含まれる。治療用ワクチンは、既存の腫瘍を死滅させることに焦点を当てている。がんワクチンは一般的に安全であることが実証されているものの、その有効性はまだ改善が必要である。ワクチン療法を潜在的に向上させる一つの方法は、免疫系を刺激する他の種類の免疫療法とワクチンを組み合わせることである。腫瘍は免疫系を抑制する機構を備えていることが多いため、免疫チェックポイント阻害は、ワクチンと組み合わせる可能性のある治療法として最近注目を集めている。治療用ワクチンの場合、併用療法はより積極的に行う可能性があるが、予防用ワクチンを含む併用療法では、比較的健康な患者の安全性を確保するため、より多くの慎重さが必要である。

## 臨床治験
臨床試験レジストリである「clinicaltrials.gov」ウェブサイトでは、「がんワクチン」に関連する1900を超える試験がリストされている。これらのうち、186件は第III相試験である。
ペプチドベースワクチンに関する最近のTrial Watchのレビュー（2015年）は、記事の前の13カ月間に発表された60を超える試験の結果を要約したものである。これらの試験は、血液悪性腫瘍（血液のがん）、メラノーマ（皮膚がん）、乳がん、頭頸部がん、胃食道がん、肺がん、膵臓がん、前立腺がん、卵巣がん、大腸がんを対象としている。その抗原には、HER2、テロメラーゼ（TERT）、サバイビン（BIRC5）、およびウィルムス腫瘍1（WT1）のペプチドが含まれた。また、いくつかの試験では、12～15種類の異なるペプチドからなる「個別化された」混合物も用いられた。すなわち、それらには、その患者が免疫応答を示す患者の腫瘍に由来するペプチドの混合物が含まれている。これらの研究結果は、これらのペプチドワクチンの副作用が最小限であり、ワクチンで治療された患者に標的免疫応答を誘発することを示唆している。この記事では、同期間に開始された19の臨床試験についても説明している。これらの臨床試験は、固形腫瘍、神経膠腫、神経膠芽腫、メラノーマ、乳がん、子宮頸がん、卵巣がん、大腸がん、および非小肺細胞がんを対象としており、MUC1、IDO1（インドールアミン2,3-ジオキシゲナーゼ）、CTAG1B、および2つのVEGF受容体であるFLT1とKDRの抗原を含んでいる。特に、IDO1ワクチンは、メラノーマ患者を対象に、免疫チェックポイント阻害剤であるイピリムマブおよびBRAF阻害剤であるベムラフェニブを組み合わせて試験が行われている。
次の表は、最近の別のレビューの情報を要約したもので、10種の異なるがんのそれぞれについて、第I/II相臨床試験でテストされたワクチンに使用された抗原の例を示している。
| がんの種類   | 抗原                                |
| ------------ | ----------------------------------- |
| 膀胱がん     | NY-ESO-1                            |
| 乳がん       | HER2                                |
| 子宮頸がん   | HPV16 E7（パピローマウイルス科#E7） |
| 大腸がん     | CEA (癌胎児性抗原)                  |
| 白血病       | WT1                                 |
| メラノーマ   | MART-1, gp100, およびチロシナーゼ   |
| 非小細胞肺癌 | URLC10, FLT1, およびVEGFR2          |
| 卵巣がん     | サバイビン                          |
| 膵臓がん     | 膵臓癌                              |
| 前立腺がん   | MUC2                                |